# Clarence Anderson

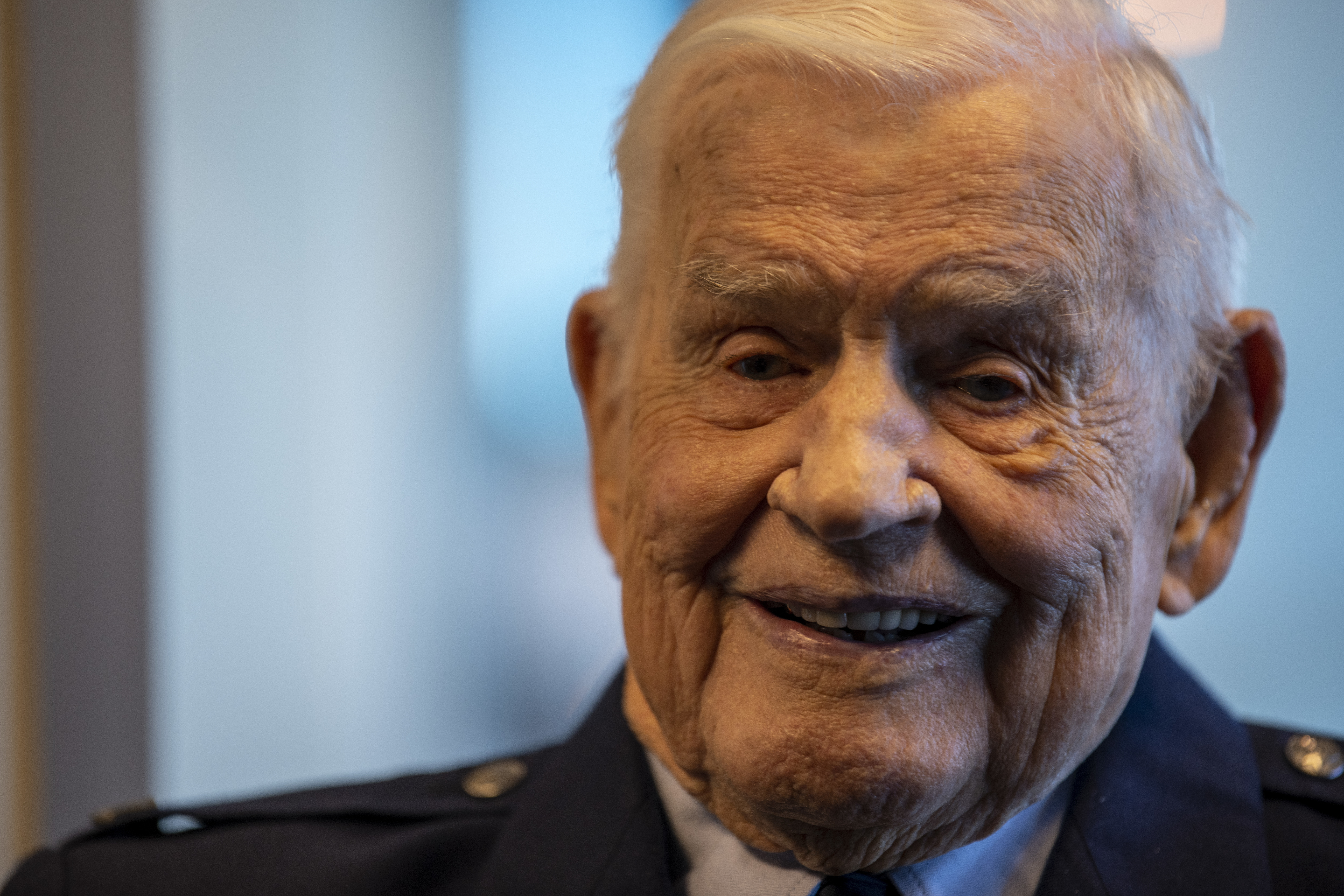
Clarence Anderson (2022)

Clarence Emil „Bud“ Anderson (* 13. Januar 1922 in Oakland, Kalifornien; † 17. Mai 2024 in Auburn, Kalifornien) war ein US-amerikanischer Jagdflieger im Zweiten Weltkrieg und Testpilot der Nachkriegszeit. Insgesamt absolvierte er über 7500 Flugstunden in über 130 verschiedenen Luftfahrzeugtypen.

## Leben
Anderson wuchs auf einer Farm nahe Newcastle (Kalifornien) auf. Er besuchte das Sacramento Junior College.
Am 19. Januar 1942 trat er der USAAF im Sacramento Air Depot (jetzt McClellan Air Force Base) bei. Nach dem Abschluss der fliegerischen Ausbildung wurde er der 328th Fighter Group (328th FG) zugeteilt, bald danach aber zur neu aufgestellten 357th Fighter Group in Hamilton abgeordnet. Er wurde dort Flight leader in der 363rd Fighter Squadron, die mit Bell P-39 Airacobras ausgerüstet war. Im Februar 1944 wurde die 357th FG nach Leiston in England verlegt. Seine P-39, genauso wie seine drei North American P-51 Mustang, die er anschließend flog, benannte er nach dem Kentucky Straight Bourbon Whiskey Old Crow.

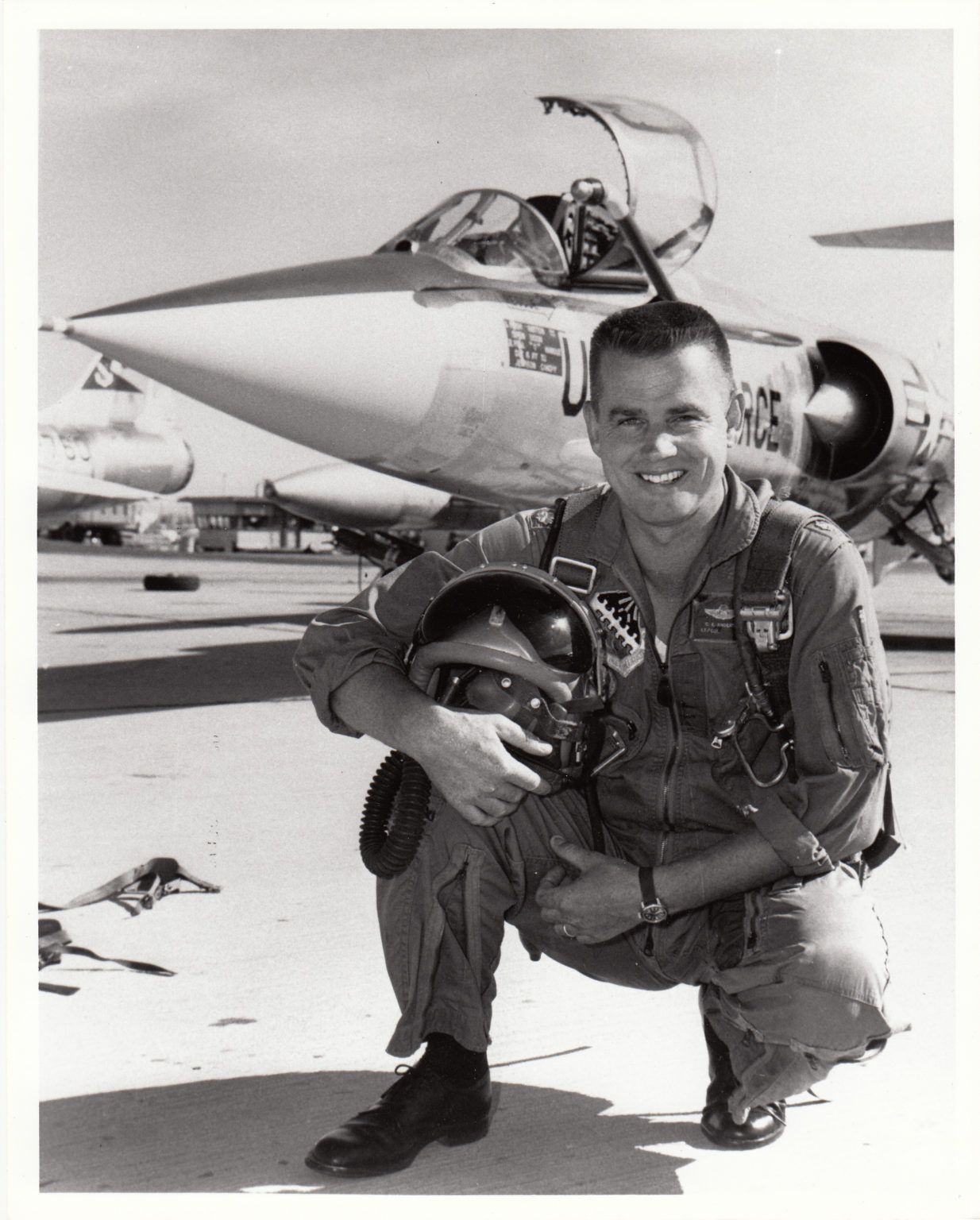
„Bud“ Anderson als Testpilot in den 1950er Jahren auf der Edwards Air Force Base vor einer Lockheed F-104

Clarence Anderson, der den Spitznamen „Bud“ trug, war in zwei Einsatzperioden (combat tours) bei der 357th FG eingesetzt. Von Leiston aus flog er 116 Einsätze, bei denen er 16¼ bestätigte Luftsiege errang. Unter anderem war er am Luftkampf am 27. November 1944 im Bereich zwischen Berlin und Leipzig beteiligt, bei dem reine Jagdverbände aufeinander stießen. Er erzielte an diesem Tag drei Abschüsse, von denen allerdings nur zwei anerkannt wurden. Der dritte wurde auf „wahrscheinlich“ zurückgestuft. Im Februar 1945 kehrte er in die USA zurück. Anschließend betätigte er sich als Testpilot. Im Vietnamkrieg war er in der Zeit von Juni bis Dezember 1970 Kommandeur des 355. Tactical Fighter Wing. Er schied im März 1972 als Oberst aus dem aktiven Dienst aus.
Anschließend war er bis 1984 bei der McDonnell Aircraft Corporation beschäftigt. Anderson war nach mehr als 60 Jahren Ehe ab 2015 verwitwet; er hatte zwei Kinder.
Am 2. Dezember 2022 wurde Anderson zum Brigadier General ehrenhalber ernannt.

## Auszeichnungen

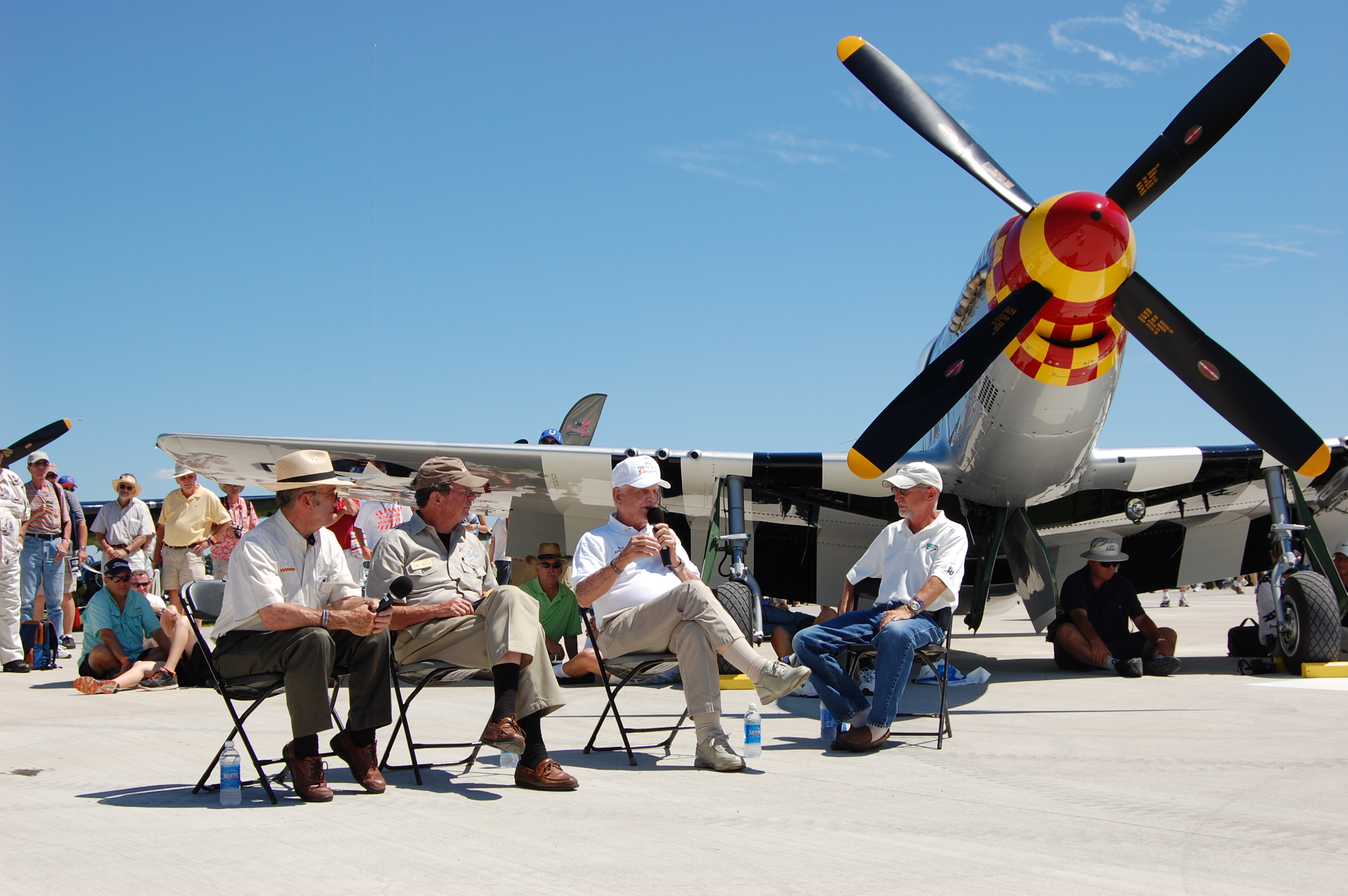
Clarence „Bud“ Anderson (zweiter von rechts) während der EAA AirVenture 2011

- Legion of Merit (zweifache Verleihung)
- Distinguished Flying Cross (fünffache Verleihung)
- Air Medal (sechzehnfache Verleihung)
- Bronze Star
- Croix de guerre mit Palme (Frankreich)
- Mitglied der Society of Experimental Test Pilots
- Aerospace Walk of Honor, 1993
- National Aviation Hall of Fame, 2008

## Veröffentlichungen
- Jeffrey L. Ethell, Chuck Yeager, Clarence E. Anderson: There once was a war: the collected color photography of World War II
- Merle Olmsted, Clarence E. Anderson, Thomas A. Tullis: To War With the Yoxford Boys: The Complete Story of the 357th Fighter Group
- Clarence „Bud“ Anderson, Joseph P. Hamlin: To Fly and Fight, Memoirs of a Triple Ace, Pacifica Military History, Library of Congress, ISBN 0-935553-34-7 (dt.: … zum Fliegen und Kämpfen: Erinnerungen 1922–1999, NeunundzwanzigSechs-Verlag, Moosburg 2008, ISBN 978-3-9811615-2-6)